# Російсько-грузинський морський бій
Російсько-грузинський морський бій (груз. აფხაზეთის სანაპიროს ბრძოლა, рос. Российско-грузинское военно-морское сражение ) — морський бій між Чорноморським флотом ВМФ Росії і ВМС Грузії, що відбувся 10 серпня в ході російсько-грузинської війни

## Хід
За даними Міністерства оборони Росії, чотири грузинські швидкісні ракетні катери прорвали «зону безпеки», оголошену навколо кораблів ВМС Росії біля Абхазії. Російські підрозділи відкрили вогонь з артилерії, потопивши один із кораблів і змусивши решту трьох грузинських катерів відійти до Поті.